# Sean Quilty
Sean Quilty, född 16 maj 1966, död 16 juli 2022, var en friidrottare från Australien. Han deltog vid olympiska sommarspelen 1996.